# Dreamer (Caldera)
Dreamer was het laatste studioalbum van Caldera. Het grotendeels instrumentale album dateert uit 1979, nadat in maart en april van dat jaar opnamen waren gemaakt in de Capitol Studios in Hollywood. De compact disc verscheen in 2015, maar uitsluitend in een Japanse persing. Uitvoerend muziekproducent was John Palladino, producer van musici als Stan Kenton en Steve Miller.

## Musici
- Jorge Strunz – gitaar, zang
- Gregg Lee – basgitaar
- Steve Tavaglione – blaasinstrumenten
- Eduardo del Barrio – toetsinstrumenten
- Alex Acuna – slagwerk
- Luis Conte, Mike Azevedo – percussie

Met
- George del Barrio – Fender Rhodes op Celebration
- Dean Cortez – basgitaar op Himalaya
- Gino D’Auri – flamencogitaar op Brujerías
- Antonio Sanchez, Ernesto Herrera – handklappen op Brujerías
- Kathlyn Powell – harp op Himalaya

## Muziek
| Nr. | Titel                                         | Duur |
| --- | --------------------------------------------- | ---- |
| 1.  | To capture the moon (E. del Barrio)           | 4:57 |
| 2.  | Rain forest (Strunz)                          | 8:02 |
| 3.  | Dreamchild (E. del Barrio)                    | 5:08 |
| 4.  | Celebration (G. del Barrio)                   | 4:28 |
| 5.  | Reflections of Don Quixote (E. del Barrio)    | 7:08 |
| 6.  | Brujerías (Wicheries) (E. del Barrio, Strunz) | 6:00 |
| 7.  | Himalaya (Strunz)                             | 6:58 |